# Адемар (граф Нарбона)
Адемар (Хадемар; лат. Ademar; умер в 817) — франкский граф Нарбона в 810/811—817 годах.

## Биография
Основной средневековый исторический источник об Адемаре — «Жизнь императора Людовика» Астронома. Также он упоминается в одном современном ему документе.
Происхождение Адемара точно неизвестно: вероятно, он был франком. Первое датированное свидетельство о нём относится к октябрю 800 года. Тогда вместе с вассалами правителя Аквитании Людовика I Благочестивого (графом Тулузы Гильомом Желонским, графом Разеса Берой, герцогом Васконии Саншем I Лупом и другими) Адемар возглавлял поход на принадлежавшую маврам Барселону. Так как город был хорошо укреплён, его удалось взять только в апреле 801 года после длительной осады. Описывая этот поход, Теган упомянул Адемара как королевского знаменосца.
В 804 году Адемар совместно с графом Барселоны Берой и графом Осоны Боррелем совершил поход на Тортосу. Этот же город в 809 году стал целью нового похода франкских военачальников Изембарда, Беры и Адемара. В следующем году к Тортосе направился с большим войском уже сам король Людовик I Благочестивый. В описаниях всех этих событий во франкских анналах сообщается о победах франков в сражениях над маврами. Однако взять хорошо укреплённую Тортосу христиане смогли только во время похода 810 года.
Точно не установлено, когда Адемар получил власть над городом Нарбоном. Предполагается, что это могло произойти в 810 или 811 году. Вероятно, Адемар был преемником графа Стурмиона.
В 812 году Адемар был среди южно-франкских владетелей, вызванных ко двору императора Карла Великого в Ахене для разбирательства жалобы, поданной бежавшими к франкам от мавров вестготами. Вместе с Адемаром в столицу Франкской империи прибыли графы Бера Барселонский, Госельм Руссильонский, Гислафред Каркасонский, Одилон Жиронский, Эрменгар Ампурийский, Лейбульф Агдский и Эрлин Безьеский. На состоявшемся 12 апреля судебном заседании Карл Великий поддержал истцов, повелев графам пограничных с владениями мусульман областей Франкского государства прекратить притеснения готских переселенцев из Испании, снизить налагаемые на них государственные налоги и отказаться от захвата принадлежавших им земель. Контроль за выполнением этого указа Карл Великий возложил на своего сына, короля Аквитании Людовика I Благочестивого, и на архиепископа Арля Иоанна II.
Это последнее свидетельство об Адемаре в современных ему документах. Возможно, он был тем неназванным по имени графом Нарбона, которому император Людовик I Благочестивый в 816 году снова напоминал о необходимости благоприятствовать готским переселенцам. Предполагается, что Адемар скончался вскоре после этого, возможно, уже в 817 году. В также посвящённом теме переселенцев документе от 30 августа 834 года его преемником в Нарбонском графстве был назван Лейбульф.